# Louis De Winter
Pour les articles homonymes, voir De Winter.
Louis De Winter, né à Anvers, le 23 mars 1819 et mort dans la même ville, le 19 janvier 1900, est un peintre belge.
Son champ pictural, de facture romantique, couvre essentiellement les représentations animalières, les marines, les natures mortes et les paysages.

## Biographie

### Famille
Louis (Paulus Ludovicus Isabellla) De Winter, né à Anvers le 23 mars 1819, est le premier des six enfants de Gérard Thomas De Winter (1793-1868), vitrier, et de Thérèse Josèphe De Visscher (1794-1853), mariés à Anvers le 6 mai 1818. 
Louis De Winter épouse à Anvers, le 27 septembre 1853, Anna Cornelia Barbara De Vos, née à Anvers le 26 mai 1828 dont il a une fille Maria Elisa en 1854.

### Formation
À partir de 1834, Louis De Winter est étudiant à l'Académie royale des beaux-arts d'Anvers, puis il se forme successivement dans l'atelier du peintre Jacob Jacobs, auprès de Jacques Van Gingelen (1836) et ensuite dans l'atelier de Jan Baptiste de Jonghe. Dès 1837, il expose au Salon d'Anvers. Il parfait sa formation par quelques séjours en France (1839, 1853) et en Allemagne.

### Carrière
Louis De Winter expose pour la première fois, en 1837, au Salon de Gand. Il participe ensuite régulièrement aux expositions triennales belges et obtient une médaille d'or au Salon de Bruxelles de 1854. L'année suivante, il participe à l'Exposition universelle de 1855 de Paris, où grâce à ses deux tableaux, Coucher de soleil et Clair de lune, il obtient une mention.
Louis De Winter est membre du conseil d'administration de l'Académie des beaux-arts d'Anvers, de 1872 à 1886. Homme politique libéral, il se consacre également à ses mandats de conseiller communal (1872), puis d'échevin des beaux-arts (1890-1895) à la ville d'Anvers.
Louis De Winter, meurt, à l'âge de 80 ans, Plantijnlei, no 11 à Anvers, le 19 janvier 1900.

## Œuvre

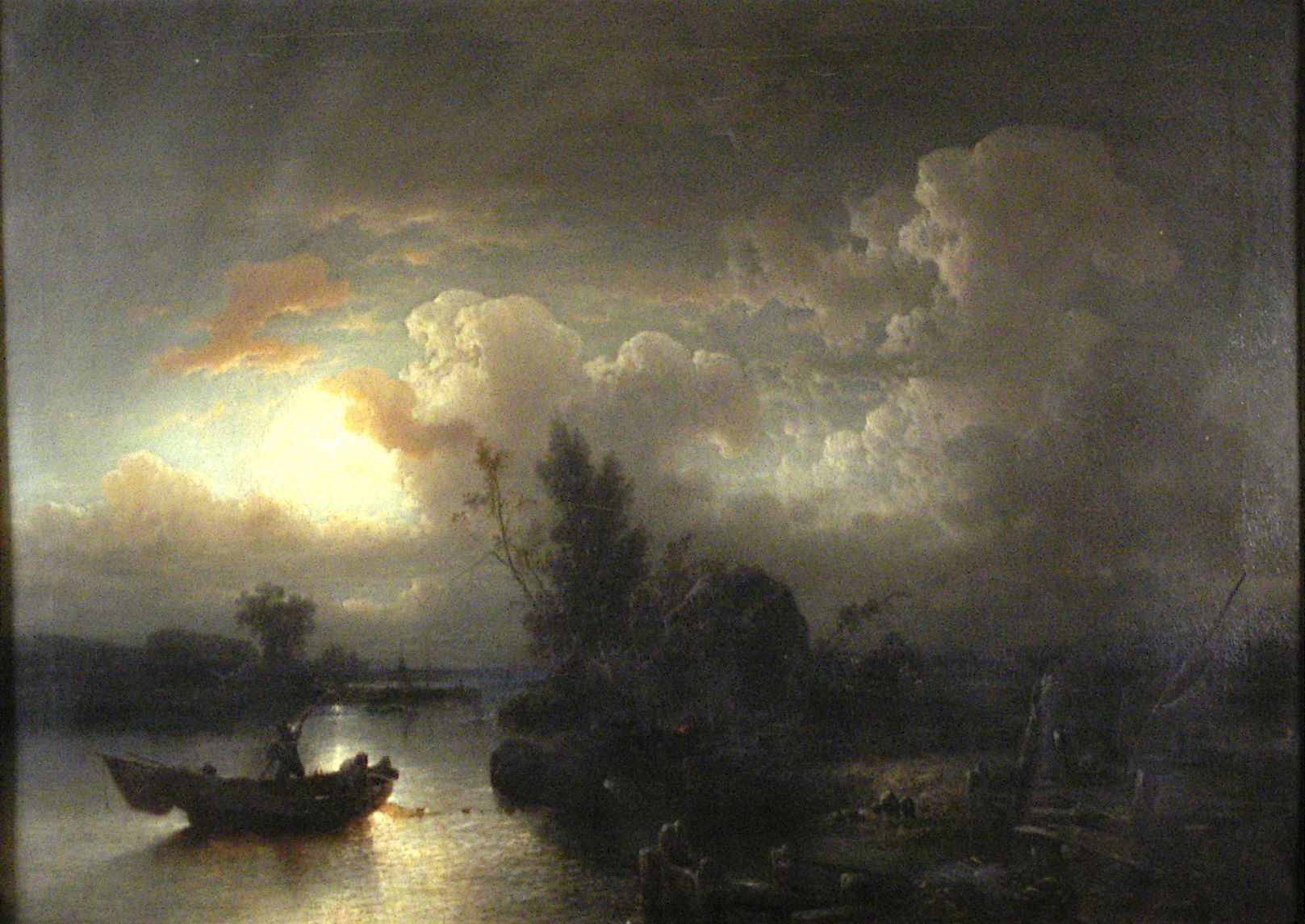
Pêcheurs au clair de lune (1853), conservé au Musée des Beaux-Arts de Gand.

### Caractéristiques
Son champ pictural, de facture romantique, couvre essentiellement les représentations animalières, les marines, les natures mortes et les paysages. Il prise les effets de lune dans ses compositions.

### Expositions
- Salon d'Anvers de 1837 : Une plage[3].
- Salon de Gand (XVII) de 1838 : Vue prise sur les bords de l'Escaut et Bac de passage[7].
- Salon de Bruxelles de 1839 : Paysage ; pêche dans la Seine[8].
- Salon d'Anvers de 1840 : Vue prise dans les Flandres et Une promenade sur l'eau[9].
- Salon de Gand (XVIII) de 1841 : Vue de la Meuse[10].
- Salon de Bruxelles de 1842 : Paysage ; site montagneux et Vue prise dans les Flandres[11].
- Salon d'Anvers de 1843 : Paysage, un troupeau passe le gué[12].
- Salon de Gand (XIX) de 1844 : Paysage[13].
- Salon de Bruxelles de 1845 : Vue sur la Meuse[14].
- Salon d'Anvers de 1846 : Vue prise dans les Ardennes[15].
- Salon de Gand (XX) de 1847 : Vue dans les Ardennes[16].
- Salon de Bruxelles de 1848 : Paysage ; site montagneux[17].
- Salon d'Anvers de 1849 : Paysage ; effet de soleil couchant et Vue prise dans la bruyère[18].
- Salon de Gand (XXI) de 1850 : Paysage ; lever de lune, Effet de lune et Paysage soleil couchant[19].
- Salon d'Anvers de 1852 : Souvenir de Boulogne à marée basse ; effet de lune[20].
- Salon de Gand (XXII) de 1853 : Un clair de lune et Pêcheurs jetant leurs filets ; clair de lune[21].
- Salon de Bruxelles de 1854 : Hamlet au cimetière[22].
- Salon d'Anvers de 1855 : Marine. Effet de lune et Côtes de France. Soleil couchant[23].
- Salon de Paris de 1855 : Coucher de soleil et Clair de lune[24].
- Salon d'Anvers de 1858 : Un banc d'échouage. Effet de lune[25].
- Salon de Bruxelles de 1860 : Clair de lune, vue prise dans les Polders[26].
- Salon d'Anvers de 1861 : Un clair de lune ; paysage[27].
- Salon de Gand (XXV) de 1862 : Clair de lune[28].

### Collection muséale
- Musée des Beaux-Arts de Gand : Pêcheurs au clair de lune (1853), huile sur toile, inventaire no 1853-F, acquis en 1853, après le Salon de Gand[29].

## Honneurs
- Chevalier de l'ordre de Léopold (8 octobre 1861)[30].
- Officier de l'ordre de Léopold[6].